# Cá mập tấn công

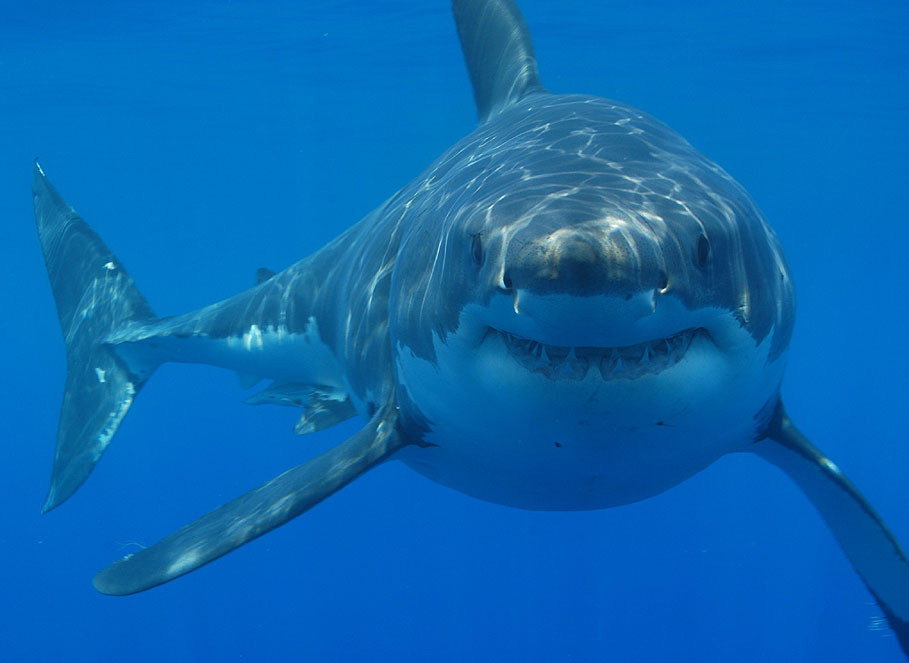
Một con cá mập trắng

Cá mập tấn công (tên gọi thông dụng tiếng Anh: Shark attack) chỉ về những vụ việc cá mập tấn công người. Những vụ tấn công của cá mập lên con người dấy lên nhiều lo ngại, mặc dù số vụ việc tấn công trên toàn cầu là không nhiều so với các loài động vật khác và rất ít các loài cá mập mới thực sự tấn công con người, sự sợ hãi một phần bắt nguồn từ truyền thông. Dù nhiều người cho rằng cá mập là con vật nguy hiểm nhất thế giới, trên thực tế, hàng năm, số ca tử vong do bị ong bắp cày đốt hoặc hoặc chó cắn còn nhiều hơn do cá mập tấn công. Cá mập giết chết 12 người mỗi năm, còn con người giết khoảng 73 triệu con cá mập mỗi năm, hơn 80% số người bị cá mập cắn vẫn sống sót và kể lại câu chuyện mà họ từng trải qua.

## Tổng quan
Mỗi năm khoảng 100 vụ cá mập tấn công được báo cáo trên toàn thế giới. Có 17 nạn nhân tử vong bởi các cuộc tấn công cá mập trong năm 2011, trong số 118 vụ tấn công được ghi nhận. Úc là nơi có nhiều vụ cá mập tấn công người nhất trên toàn thế giới trong suốt 3 thập niên qua. Kể từ năm 1982 đến năm 2011, Úc chứng kiến 32 trường hợp thiệt mạng vì cá mập, riêng trong vòng hai năm có thống kê cho thấy đã có sáu người chết trong hàm cá mập điều này dẫn đến là vùng bờ tây nước Úc là một trong những khu vực nguy hiểm nhất thế giới về tình trạng cá mập tấn công. Các nước kế đến là Nam Phi với 28 trường hợp và Mỹ với 25 trường hợp. Hạt Volusia là một trong những nơi có số vụ cá mập tấn công người cao nhất thế giới. Trong khoảng thời gian từ năm 1996 tới 2008, cứ 5 vụ cá mập tấn công người trên thế giới thì một vụ xảy ra ở miền Trung bang Florida. Từ năm 1905 đến năm 2014, chỉ có 55 cuộc tấn công của cá mập được thống kê ở Bắc Carolina.
Nhiều người lo sợ các cuộc tấn công cá mập sau khi các cuộc tấn công nối tiếp thường xuyên, chẳng hạn như Các vụ cá mập tấn công ở Jersey Shore năm 1916. Tuy nhiên thì mỗi năm chỉ có một người bị giết mỗi năm ở Mỹ và ít hơn 6 người bị giết trên thế giới. Từ năm 2006 đến 2010 chỉ có 3 trường hợp tử vong do cá mập tấn công tại Mỹ. Trong số hơn 480 loài cá mập, chỉ có ba loài phải chịu trách nhiệm về những vụ tấn công này là cá mập trắng lớn, cá mập hổ và cá mập bò. Cá mập trắng, tuy là loài cá hiếu chiến, nhưng chúng rất ít khi tấn công con người. Ngoài trừ khi chúng lầm tưởng con người là một món ăn thường nhật (hải cẩu, rùa biển...) hoặc lúc chúng quá đói. Trong các loài trên thì cá mập bò có cú táp mạnh nhất loài dù không phải là loài cá mập to nhất, hàm và cơ hàm của cá mập bò có thể tạo ra một lực hơn 590 kg. Loài cá mập hổ nổi tiếng nguy hiểm vì hay tấn công những người đi bơi, thợ lặn và những người lướt ván ở Hawaii; và chúng thường được gọi là "tai họa của những người lướt ván tại Hawaii" và "thùng rác của biển cả". Loài cá mập hổ là loài xếp thứ hai sau loài cá nhám bò về số vụ tấn công con người và được coi, cùng với cá nhám trắng lớn, cá nhám bò, và cá nhám đầu vây trắng đại dương là những loài cá nhám nguy hiểm nhất đối với con người.
Sự lo lắng và sợ hãi bắt nguồn một phần từ các tiểu thuyết kinh dị và bộ phim kinh dị Hàm cá mập cũng như những bộ phim biển xanh sâu thẳm và cá mập lên bờ. Bộ phim Jaws (tạm dịch: Hàm cá mập) của đạo diễn Steven Spielberg đã làm cho người ta có phần hiểu sai về loài động vật này. Theo những khảo sát thì số người chết vì bị ong chích, rắn cắn và ngay cả sét đánh cũng còn nhiều hơn cả số người bị cá mập trắng giết hại (tính theo trung bình 1 năm). Các vụ cá mập tấn công rất nguy hiểm nhưng hiếm khi gây chết người. Trung bình hàng năm có khoảng 65 vụ cá mập tấn công người trên thế giới nhưng chỉ có khoảng 2 đến 3 vụ gây chết người. Tỷ lệ số người Australia bị cá mập cắn hai lần trong đời là khoảng 1/10 tỷ
Để đối phó, Chính phủ Úc quyết định bật đèn xanh cho chính sách gây tranh cãi là bắt và giết bất cứ cá mập nào lọt vào vùng bờ biển phía tây nước này. Chính quyền Canberra đã quyết định miễn trừ đạo luật bảo vệ môi trường để thông qua kế hoạch tiêu diệt cá mập ở bang Tây Úc, nhằm giảm nguy cơ cá mập tấn công người. Theo kế hoạch của bang Tây Úc, các móc câu gắn mồi thu hút cá mập lớn sẽ được thiết lập cách bờ 1 km tại các vùng biển đông đúc khách du lịch, bất cứ cá mập nào dài hơn 3 m đều sẽ mắc vào mồi câu, bao gồm cá mập trắng, cá mập đầu bò và cá mập hổ. chương trình gắn chip định vị và theo dõi cá mập đã được triển khai nhằm hạn chế tối thiểu những vụ tấn công gây chết người.

## Đặc trưng
Cá mập có thể phát hiện khi nào con người quay mặt về phía chúng vì vậy chúng thích cách tấn công từ điểm mù của con mồi. Cá mập hoàn toàn nhận diện được hướng xoay của cơ thể người, từ đó áp dụng cách tấn công thích hợp. Để tập kích hiệu quả, loài sinh vật này cần phải cảm nhận chính xác hình dáng cơ thể, kích thước và chuyển động của con mồi tiềm năng, đặc biệt là cá mập có thể xác định được hướng xoay của cơ thể người, ngoài ra cá mập dường như có khả năng vận dụng trí não chứ không đơn thuần là một cỗ máy giết chóc tàn nhẫn.
Những tổng hợp về những vụ cá mập tấn công người trên toàn thế giới lại cho thấy cá mập thích tấn công đàn ông hơn phụ nữ và các nạn nhân nam giới rơi vào hàm cá mập cao gấp 9 lần so với nữ giới, có 84% số nạn nhân của cá mập là đàn ông và có đến 89% trường hợp thiệt mạng là phái nam, có thể do đàn ông hay xuống nước hơn phụ nữ nên dễ lọt vào tầm ngắm hơn. Ngoài ra, số vụ tấn công của cá mập tăng mạnh trong thời gian trăng non, trong ngày chủ nhật và ở vùng nước nông, những vụ tấn công xảy ra nhiều nhất mỗi trong chu kỳ trăng hàng tháng do các chu kỳ trăng tác động tới sự di chuyển và hoạt động sinh sản của cá, nguồn thức ăn của cá mập và tháng 8 là khoảng thời gian số vụ cá mập tấn công người xảy ra nhiều nhất vì khi đó một số lượng lớn người thường xuyên ra biển ở bán cầu Bắc, đặc biệt vào chủ nhật. Các cuộc tấn công của cá mập gần đây ở Bắc Carolina có thể bắt nguồn một phần bởi sự nóng lên toàn cầu.

## Một số vụ việc
| Vùng | Tổng Vụ việc | Đầu Vụ việc | Cuối cùng Fatality |
| --- | ------------ | ----------- | ------------------ |
| Bermuda | 3            | 0           | —                  |
| Úc | 510          | 144         | 2012               |
| Úc (Alternative source)                                                                                       | 689          | 201         | 2012               |
| Châu Phi | 326          | 89          | 2012               |
| Israel | 5            | 2           | 2013               |
| Châu Á | 126          | 51          | 2000               |
| Đảo Thái Bình Dương /Đại dương                                                                                | 125          | 50          | 2011               |
| Nam Mỹ | 112          | 25          | 2013               |
| Hawaii | 117          | 9           | 2013               |
| Antilles and Bahamas                                                                                          | 67           | 16          | 1972               |
| Châu Âu | 36           | 17          | 1989               |
| Trung Mỹ | 62           | 27          | 2011               |
| New Zealand                                                                                                   | 49           | 9           | 2013               |
| Mỹ (ngoại trừ Hawaii)                                                                                         | 1022         | 36          | 2012               |
| Không xác định/ Ngoài khơi                                                                                    | 20           | 7           | 1995               |
| Tổng: | 2,569        | 484         | 2013               |
| Nguồn: International Shark Attack File and Australian Shark Attack File Last Updated: ngày 1 tháng 3 năm 2013 |              |             |                    |

- Vụ cá mập tấn công năm 1749 với nạn nhân là Brook Watson 14 tuổi trên chiếc tàu buôn đang đậu ở cảng Havana, Cuba. Những thủy thủ khác trên tàu chứng kiến vụ tấn công và kéo cậu ra khỏi nước, cứu mạng cậu. Watson mất chân trong vụ tấn công và sau đó bị cắt bỏ bên dưới đầu gối.
- Vụ cá mập tấn công Robert Pamperin đây là trường hợp thực sự bị cá mập trắng lớn nuốt chửng hoàn toàn tại ngoài khơi bờ biển San Diego, California, vào năm 1959.
- Vụ cá mập tấn công Omar Conger một trong 4 nạn nhân vào năm 1984 gần Santa Cruz, California, nạn nhân bị một con cá mập trắng lớn khổng lồ xuất hiện và chụp lắc mạnh và kéo xuống dưới.
- Vụ cô gái Bethany Hamilton mười ba tuổi năm 2003 sau khi cô bị một con cá mập hổ 14 feet tấn công, nạn nhân đang nằm nghiêng trên ván với tay trái ngập trong nước thì con cá mập đến từ bên dưới và cắn đứt tay cô ngay bên dưới vai, cô sống sót sau nhiều lần mổ và không bị nhiễm trùng.
- Vụ Barry Wilson là nạn nhân cá mập tấn công được tường thuật đầu tiên trong lịch sử California và vì nhiều người chứng kiến kể lại vụ tấn công. Đó là ngày 7 tháng 12 năm 1952, một cậu thanh niên 17 tuổi chơi kèn tuba bị giết ở Thái Bình Dương gần mũi Lover ở Pacific Grove, California. Wilson đang bơi với một người bạn cách bờ 40 feet ở độ sâu xấp xỉ 30 feet.

Một người chứng kiến thấy Watson giật mạnh thình lình và thiếu tự nhiên từ bên này đến bên kia. Wilson kêu la, thu hút sự chú ý của những người cùng bơi cá mập tấn công Wilson từ phía trước, nâng anh lên khỏi nước tới đầu gối. Sau đó anh bị kéo xuống dưới, trước khi xuất hiện trở lại trong bể máu, đang kêu thét và vẫy tay các vết thương ở chân trái, đùi phải, lưng và hông của Wilson rất nặng – anh chết trước khi tiến được vào bờ.
- Vụ một thiếu nữ bị cá mập cắn đứt nửa người, sau khi bị một con cá mập tấn công lúc đang bơi ở gần một hòn đảo của Pháp tại Ấn Độ Dương. Thiếu nữ trên chỉ còn cách bờ biển Reunion, một hòn đảo nằm giữa Mauritius và Madagascar, 5 mét. Bạn của cô đã tức tốc bơi vào bờ và gọi người đến giúp đỡ nhưng không kịp. Đây là vụ cá mập tấn công chết người thứ hai trong năm nay ở hòn đảo Reunion, đưa tổng số người thiệt mạng liên quan đến cá mập tính từ năm 2011 lên 5 người.[17]
- Tại Úc có vụ Cá mập ăn thịt người lướt sóng, một người đàn ông 21 tuổi bị cá mập giết chết, bị con cá mập cắn xé dã man, đứt nửa thân người khi đang lướt ván tại khu du lịch Kyle Burden trong vịnh Bunker ở miền tây Úc, con cá mập gây ra vụ giết người trên thuộc loại cá mập trắng lớn, dài đến 4,5m,[18] nó đã giết chết một người đàn ông khi đang lướt sóng tại vùng biển thuộc bang Tây Úc. Đây là vụ tấn công thứ năm trong chưa đầy một năm. Tuy nhiên, chỉ có 46 người chết vì cá mập trong suốt 500 năm qua.[19]
- Tại Biển Surf, cách thành phố Los Angeles gần 250 km về phía tây bắc, cũng từng xảy ra một vụ tấn công cá mập hồi tháng 10 năm 2010 cướp đi sinh mạng của nam sinh viên 19 tuổi của Trường Đại học Santa Barbara (California).[12]
- Vụ Cá mập cắn đứt tay chân một người lướt sóng, Phớt lờ cảnh báo không được xuống nước lúc hoàng hôn, một tay lướt sóng lão luyện người Pháp bị cá mập cắn đứt tay, chân tại Ấn Độ Dương, những vết thương rùng rợn, xảy ra vào thời điểm được khuyến cáo là nguy hiểm nhất trong ngày ở vùng biển cá mập hoành hành.[20]
- Vụ Cá mập tấn công chết người ở California xảy ra tại khu vực biển thuộc một căn cứ Không lực ở California, cướp đi sinh mạng của một người đàn ông lướt ván, Con cá mập đã đẩy nạn nhân ra khỏi ván trượt và cắn vào phần bụng trên của anh.[12] Nạn nhân 25 tuổi bị mất máu nhiều và bị sốc khi được các vận động viên lướt sóng khác đưa đến bệnh viện với vết cắt dài tới 35 cm trên người.[21]
- Vụ một con cá mập trắng lớn đã tấn công giết chết một người thợ lặn bắt hải sản Úc, nạn nhân trong lúc lặn bắt tôm cách bờ biển Busselton khoảng 1,6 km trên vịnh Geographe ở Tây Úc, cách thành phố Perth khoảng 200 km về phía nam, thì bị tấn công bởi một con cá mập trắng, thi thể bị cắn xé tả tơi của nạn nhân sau đó đã được tìm thấy. Đây là trường hợp thiệt mạng thứ tư do cá mập tấn công tại bờ biển miền tây nước Úc, đây cũng là nạn nhân mới nhất tại Úc sau khi một người lướt ván bị cắn nát chân bởi cá mập được cho là thuộc loài cá mập bò.[22]
- Một thợ lặn chuyên nghiệp Australia vừa trải qua ca phẫu thuật kéo dài hơn 10 giờ, sau khi bị cá mập cắn lần thứ hai trong một thập kỷ, một người thợ lặn đang lặn biển tìm bào ngư ở cách thành phố Esperance, Tây Australia 160 km về phía đông, thì bị một con vật có thể là cá mập trắng tấn công. Những người thợ lặn đã kéo được ông lên thuyền và đưa tới bờ để ngăn chảy máu và báo động.[13]
- Vụ người thợ lặn tham dự một cuộc thi bắt cá bằng xiên ngoài khơi phía nam Australia. Trong khi đang lặn mà không cần bình dưỡng khí, thì bị một con cá mập trắng ngoạm trúng phần lưng. sau khi cố gắng đánh trả để thoát khỏi con cá mập hung dữ. Vết cắn của con cá mập khủng khiếp đến mức khiến những chiếc xương lộ ra ở tay phải, trong khi lồng ngực, phổi và dạ dày cũng có thể nhìn thấy được. Nạn nhân phải trải qua 4 tiếng phẫu thuật, nhận 462 vết khâu khắp cơ thể.[23]
- Vụ Thiếu nữ bị cá mập tấn công xảy ra tại một bãi biển ở Pernambuco, Brazil. Cô gái 18 tuổi bị mất máu quá nhiều và đã tử vong tại bệnh viện.[24]
- Vụ Một người đàn ông ở bang Florida đã thoát chết thần kỳ khi bị cá mập tấn công, trong khi đi nghỉ cùng gia đình trên đảo Abaco ở Bahamas, anh đã đi đánh cá để kiếm thức ăn cho bữa trưa. Trong lúc đang đứng bắt cá dưới nước thì bất ngờ bị cá mập tấn công.[25]
- Vụ Cá mập trắng vồ cặp vợ chồng trong lồng sắt, con cá mập trắng lớn vừa thò mồm tấn công cặp vợ chồng trong lồng bảo vệ, khi họ đang chuẩn bị lặn xuống biển ngắm cá mập ở Nam Phi. May mắn là không ai thiệt mạng. Khi chiếc lồng đang được gắn vào mạn thuyền, một con cá mập trắng lớn bất thình lình bơi tới, thò mồm vào trong lồng để tấn công cặp vợ chồng trẻ, gây kinh hoàng cho những người trong lồng và trên thuyền[26]
- Tại Quy Nhơn, Việt Nam, Cá mập thâm (Carcharhinus limbatus) là đối tượng đã tấn công nạn nhân Mang Đức Hạnh (ngày 9/1/2010); cá mập mắt to (Carcharhinus amboinensis) đã tấn công nạn nhân Nguyễn Quang Huynh (ngày 18/7/2009) và loài cá mập sọc trắng (Carcharhinus amblyrhynchoides) có khả năng là thủ phạm gây ra 8 vụ tấn công người tắm biển khác.[27][28][29][30][31]
- Tháng 12 năm 2013, vụ Cá mập giết người ở Hawaii, một người đang câu cá trên thuyền kayak ở đảo Maui đã thiệt mạng trước hàm cá mập. Nạn nhân đang ngồi trên cạnh thuyền câu cá thì bị cá mập táp gọn một cẳng chân. Đây là lần thứ 13 cá mập tấn công tại Hawaii và lần thứ 8 xảy ra ở Maui.[32]
- Tháng 2 năm 2015, một người Nhật Bản cũng bị cá mập tấn công đến chết khi đang tắm biển tại Khu vực du lịch nổi tiếng Ballina. trong vòng 1 năm qua đã có 14 vụ cá mập tấn công tại vùng biển của tiểu bang đông dân nhất nước Úc[33].
- Tháng 11 năm 2015, vụ cá mập cắn ở vùng biển New South Wales, nhà vô địch lướt ván Úc hôn mê. Nạn nhân bị cá mập khoảng dài 3 m tấn công khi đang lướt ván, bị hất tung dưới nước và bị cá mập cắn một vết sâu ở đùi trái. Loài cá tấn công là cá mập bò. Đây là loài cá ăn thịt có cú đớp mồi mạnh nhất trong các loài cá mập, gấp nhiều lần lực cần để giết và ăn thịt con mồi. Con cá mập bò trưởng thành thực hiện cú đớp mồi với lực đạt đến 6.000 Newton, mạnh hơn cả cá mập trắng hay cá mập đầu búa[33].

## Trong văn hóa

Phim Hung thần đại dương năm 2017

Cá mập được ví như cỗ máy ăn thịt đã được khắc họa trong một loạt tác phẩm điện ảnh nhằm cảnh báo mối đe dọa, nguy hiểm, rùng rợn đằng sau chúng. Từ tác phẩm kinh điển Jaws (1975) của đạo diễn lừng danh Steven Spielberg, cho đến nay chủ đề chưa bao giờ bị ngưng khai thác. Ngoài loạt phim Jaws, còn có những phim đáng chú ý khác như Deep Blue Sea (1999), Open Water, Shark Night (2011), The Shallows (2016) và 47 Meters Down (2017) và The Meg (2018) đều mang đến giá trị giải trí rất tốt và nguồn doanh thu dồi dào cho giới làm phim. Cá mập tấn công người được phản ánh trong các phim kinh dị của phương Tây và là hiện thân của cỗ máy giết chóc tàn bạo. Một số bộ phim có thể kể đến như:
- Jaws (1975) – Hàm cá mập về một con cá mập sát thủ khổng lồ làm kinh hoàng những du khách trên một đảo nhỏ, và đánh dấu sự xuất hiện của một trong những đạo diễn lớn nhất mọi thời đại. Tác phẩm kinh dị của đạo diễn Steven Spielberg không chỉ gây ảnh hưởng lớn tới nền văn hóa giải trí nước Mỹ, mà còn đánh mạnh vào bản năng sợ hãi bị ăn thịt bởi những loài động vật to lớn hơn của con người.

Điều biến cuốn phim này trở thành một trong những phim cá mập hay nhất là câu chuyện nguyên gốc, đáng sợ và hồi hộp, kỹ xảo rất ấn tượng và dàn diễn viên. Ngày nay cuốn phim này vẫn còn làm hoảng sợ những người xuống nước. Jaws chứa đựng nhiều cuộc tấn công đẫm máu từ đám cá mập trắng, khiến không ít người không dám đặt chân xuống biển suốt một thời gian dài.
- Jaws 2 (1978) – Hàm cá mập 2: là một trong những cuốn phim tiếp theo về cá mập. Nhân vật chính của phim, cảnh sát trưởng Martin Prody trở lại trong phim để điều tra kỹ hơn về vùng nước Amity. Cuốn phim không vượt qua được chất lượng của cuốn đầu, nhưng cũng được đánh giá cao. Phim do Jeannot Szwarc đạo diễn.
- Deep Blue Sea (1999) – Biển xanh sâu thẳm: Là một trong những cuốn phim đắt đỏ nhất và là một trong những cuốn phim về cá mập hay nhất với hiệu ứng đặc biệt. Câu chuyện xung quanh một nhóm các nhà khoa học tin rằng cơ não lấy từ cá mập mako có thể được sử dụng để chữa bệnh Alzheimer. Nhưng những con cá mập chống lại và thoát ra được ngoài đại dương.
- 12 Days of Terror (2004) - 12 ngày kinh hoàng: là một cuốn phim tài liệu từ năm 2004, dựa vào loạt sách cá mập tấn công ở bờ biển New Jersey mùa hè 1916. Cuốn phim dựa vào những sự kiện có thật, khi người ta trải qua 12 ngày kinh hoàng vì một con cá mập trên sông và giết bốn người.
- Blue Water, White Death (1971) – Nước xanh, Chết trắng: là cuốn phim tài liệu hay về Peter Gimbel và một nhóm các nhà nhiếp ảnh, những người ra biển để tìm và quay phim về cá mập trắng. Chuyến đi kéo dài 9 tháng, và họ đã quay được những quái thú này ở nơi sinh sống tự nhiên của chúng.
- Open Water (2003) - Vùng nước mở hay Trôi dạt: Phim dựa trên chuyện có thật xảy ra năm 1988 kể về chuyến du lịch định mệnh của cặp vợ chồng đang cố hàn gắn tình cảm. Do mải mê lặn, họ bị đoàn du lịch bỏ lại với một con cá mập hung tợn mà không hay biết. Không may thay, họ kẹt lại ở đúng vùng nước nhiễm khuẩn, phải đương đầu với nhiều con cá mập khát máu hơn thường lệ. Không giống các phim về đề tài cá mập khác, Open Water được làm theo hướng giả tài liệu, khai thác yếu tố tâm lý hoảng sợ của hai nhân vật chính.
- The Reef (2010) - Rặng đá ngầm: Bộ phim kinh dị của Australia về câu chuyện của nhóm bạn trẻ ngao du trên chiếc du thuyền đến nghỉ mát ở biển Indonesia. Khi thuyền lật, họ không còn cách nào khác ngoài việc cố bơi vào một hòn đảo cách đó 12 dặm. Đồng hành với họ là con cá mập trắng to lớn và hung dữ. Đạo diễn Andrew Traucki tạo nên các tình huống kịch tính, buộc nhân vật phải đấu tranh giành giật sự sống.
- 2-Headed Shark Attack (2012) – Cá mập hai đầu tấn công: Một sản phẩm của hãng Syfi công chiếu năm 2012 kể về những người sống sót thoát khỏi một đảo san hô bỏ hoang sau khi một học kỳ tại tàu biển bị chìm đắm bởi một con cá mập hai đầu đột biến. Nhưng khi các đảo san hô bắt đầu ngập lụt, không có ai là an toàn từ hàm đôi của con quái vật. Kỳ học mùa hè ở biển kết thúc trong 88 phút khi những nữ sinh ngực trần chạy trốn trên một hòn đảo nhỏ vì một con cá mập hai đầu. Phần hay nhất tuyệt đối của nó – hòn đảo bị chìm khi con cá mập đụng vào nó.
- 3-Headed Shark Attack (2015) - Cá mập ba đầu tấn công: Là một bộ phim kinh dị hành động khoa học viễn tưởng của Mỹ được phát triển từ hãng The Asylum và có sự tham gia của Daniel Trejo, diễn viên gốc Việt Karrueche Tran (Trần) và Rob Van Dam. Được đạo diễn Christopher Ray trực tiếp chỉ đạo. Cá Mập 3 Đầu là cỗ máy giết người lớn nhất thế giới với 3 cái đầu như thần chết người khi một đột biến, ba đầu, cá mập trắng lớn đe dọa một tàu du lịch. Như những con cá mập ăn theo cách của mình từ một đầu của con tàu để tiếp theo, các hành khách chiến đấu chống lại kẻ săn mồi nguy hiểm bằng cách sử dụng bất cứ điều gì họ có thể tìm thấy.
- 5-Headed Shark Attack (2017) - Cá mập năm đầu tấn công: Là một bộ phim kinh dị khoa học viễn tưởng dành cho truyền hình của Mỹ do The Asylum kết hợp với Syfy sản xuất. Mặc dù có hình ảnh một con cá mập có 5 đầu, bộ phim là phần thứ ba trong loạt phim Cuộc tấn công cá mập nhiều đầu (Multi-Headed Shark Attack), sau Cuộc tấn công cá mập 2 đầu và Cuộc tấn công cá mập 3 đầu và trước Cuộc tấn công cá mập 6 đầu, với bộ phim này có cả một cá mập bốn đầu và cá mập năm đầu.
- Sharktopus (2010) – Cá mập lên bờ: Các nhà khoa học thiên tài làm việc trong quân đội mất kiểm soát với một sinh vật có đầu cá mập và tua bạch tuộc. Không có quá nhiều điều để thích: Con cá mập bạch tuộc này có thể đi bộ trên các tua của nó. Nó cũng có thể ngồi trên đỉnh một chiếc tàu. Phần hay nhất tuyệt đối của nó là một con cá mập bạch tuộc ăn một người nhảy bungee.
- Mega Shark Versus Giant Octopus (2009) – Siêu cá mập đại chiến bạch tuộc khổng lồ: Sự nóng lên toàn cầu. Hai con quái thú thời tiền sử bị đóng băng 10 triệu năm trước phục hồi lại mối thù truyền kiếp sau khi được tan băng giải thoát. Không có giàn khoan dầu, cầu, tàu quân sự hay máy bay nào an toàn. Phần hay nhất tuyệt đối – Có hai chuyện: Cá mập mega ăn mất Cầu Cổng Vàng và nhảy lên cao một dặm thẳng đứng để ăn một chiếc máy bay.
- Sand Sharks (2011) –Cá mập cát: Phim kể về một con cá mập bơi được trên sa mạc. Phim nổi bật với phân cảnh mhững người trẻ tuổi mặc bikini vui vẻ nhảy nhót lên xuống bãi biển và khôn ngoan không xuống nước, cho tới khi họ phát hiện con cá mập có thể bơi trên cát. Phần hay nhất là một tay chạy xe máy đua trên cát bỏ lại con cá có vây đằng sau.
- Swamp Shark (2011) –Cá mập đầm lầy hay Đầm lầy cá mập: Kể về câu chuyện khi thả một con không phải tự nhiên vào nơi hoang dã. Nó có thể làm cho một số cô gái mặc (và không mặc) áo ngực bị nhai. Những chuyện tồi tệ khác cũng xảy ra. Phần hay nhất của phim là cảnh Con cá mập đầm lầy cắn đứt đầu của một gã và để thân lại trên cảng.
- Shark Night (2011) - Đầm cá mập: Phim xoay quanh chuyến du lịch của nhóm bạn trẻ ở ngôi biệt thự bên hồ. Cả nhóm bất ngờ bị tấn công bởi hàng chục con cá mập đủ loại, đủ kích cỡ. Từ đây, một âm mưu đen tối và tàn bạo dần được hé lộ. Một người trong số họ đã lợi dụng con cá mập nhốt trong hồ để tạo ra các cảnh tấn công giật gân hòng quay video kiếm lợi nhuận. Đây là bộ phim cá mập đầu tiên làm ở định dạng 3D, được đạo diễn bởi David R. Ellis. Phim có nhiều cảnh bạo lực, máu me và nhạy cảm, khai thác các màn tấn công bất ngờ của cá mập gây thót tim khán giả.
- Bait-3D (2012) - Bẫy cá mập: Phim được đạo diễn Kimle Rendall khai thác theo hướng mới khi kết hợp với đề tài thảm họa, đặt câu chuyện phim trong bối cảnh hậu thảm họa sóng thần. Phim có nội dung khác quen thuộc của dòng phim kinh dị khi nói về một nhóm người bị mắc kẹt trong không gian kín, lần lượt từng người bị giết hại, chỉ còn lại vài người chiến đấu dũng cảm sống sót. Dù không được đánh giá cao về câu chuyện nhưng Bait lại hấp dẫn khán giả ưa cảm giác mạnh bằng nhiều cảnh máu me rùng rợn được quay bằng kỹ thuật 3D.
- The Shallows (2016) - Vùng nước tử thần còn có tựa tiếng Việt là Vùng nước nông: Trong phim, một cô gái lướt sóng bị mắc cạn cách bờ 200 thước Anh (180 m), và phải sử dụng trí thông minh và quyết tâm sống sót trước cuộc tấn công của cá mập trắng lớn. Phim ca ngợi trí tuệ của con người trước nghịch cảnh khi cô gái trẻ bước vào cuộc chiến khốc liệt và đơn độc trên biển cả với hình ảnh Nancy cô độc không lối thoát, đến điểm nhìn mấp mé dưới nước của hung thần biển đang rình mò miếng mồi ngon mắc cạn[34].
- 47 Meters Down (2017) - Hung thần đại dương: là một bộ phim điện ảnh kinh dị sống còn của Anh-Mỹ năm 2017. Trailer chính thức của 47 Meters Down: The Next Chapter (Hung Thần Đại Dương: Thảm Sát) mang khán giả tới gần hơn với cỗ máy giết người tự nhiên mang tên cá mập trắng. Câu chuyện về 4 cô gái ưa mạo hiểm tự mình nộp mạng cho tử thần được miêu tả sắc nét và ghê rợn với hình ảnh hàm răng nanh sắc lẹm và máu nhuộm đỏ đáy biển[35]. Phim kể về cuộc hành trình giành lấy sự sống đầy cam go của hai chị em Lisa (Mandy Moore) và Kate (Claire Holt) trước những kẻ săn mồi nguy hiểm nhất đại dương[36].
- The Meg (2018) - Cá mập siêu bạo chúa: Là một bộ phim kinh dị khoa học viễn tưởng Mỹ của đạo diễn Jon Turteltaub, nội dung phim dựa trên cuốn tiểu thuyết Meg: A Novel of Deep Terror của nhà văn Steve Alten lần đầu xuất bản vào năm 1997. Trong quá khứ, Jonas Taylor (Jason Statham đóng) từng cứu hộ một đoàn các nhà khoa học khi tàu của họ bị sinh vật cá mập khổng lồ trên biển tấn công. Lúc đó, anh nhìn thấy tàu đang bị tàn phá sau đó là phát nổ mà anh không thể làm gì hơn để cứu họ. Anh kể lại câu chuyện này và bị bác bỏ, ai cũng cho rằng loài cá mập đó đã tuyệt chủng.

Nhà đầu tư Jack Morris (Rainn Wilson đóng) tới Trung Quốc để xem trạm nghiên cứu mới của ông, nơi các nhà khoa học đang cố gắng đạt đến một sự chinh phục mới của đáy đại dương được che giấu bởi một lớp khí đông lạnh. Họ đột phá nhưng trước khi họ có thể điều tra thêm, họ bị tấn công bởi một con Megalodon khổng lồ là con cá mập thời tiền sử được cho là đã tuyệt chủng. Với ba trong số nhóm bị mắc kẹt dưới đáy đại dương, Jonas Taylor được gọi đến để giải cứu họ. Cá mập siêu bạo chúa đã trốn thoát lên bề mặt, họ phải nhanh chóng cản được nó trước khi nó tiếp cận những vùng đông dân cư.
- The Frenze hay Surrounded (2018): Phim kể về một nhóm bạn trẻ đang quay vlog du lịch, nhưng trong chuyến đi tiếp theo, máy bay thủy phi cơ của họ gặp sự cố nên lao xuống biển, những người sống sót tìm thấy mình trôi dạt trong đại dương bao la trong xanh và bị vây quanh là một đàn cá mập trắng lớn đang trong cơn điên cuồng kiếm ăn.
- Shark Season (2020) hay Deep Blue Nightmare - Ác mộng biển xanh do Jared Cohn làm đạo diễn, với sự tham gia của nữ diễn viên Juliana DeStefano
- Sharknado (2013): Là một bộ phim về thảm họa khoa học viễn tưởng được sản xuất cho truyền hình của Mỹ kể về một con tàu thủy đưa cá mập ra khỏi đại dương và gửi chúng ở Los Angeles. Đây là phần đầu tiên trong loạt phim Sharknado.
- Ghost Shark (2013) - Cá mập ma là một bộ phim kinh dị năm 2013 do Griff Furst đạo diễn cho mạng truyền hình Syfy. Với Furst do Paul A. Birkett và Eric Forsberg tham gia viết kịch bản, bộ phim được công chiếu trên Syfy vào ngày 22 tháng 8 năm 2013.